# Portrait de Charles V (Titien)
Le Portrait de Charles V est une peinture à l'huile sur toile peint en 1548 par Titien représentant  Charles Quint, empereur du Saint-Empire romain germanique. Comme le Portrait Équestre de Charles V du musée du Prado, l'œuvre fut commandée par Charles V lors du séjour du Titien à la cour impériale à Augsbourg. Le tableau est maintenant conservé par la Alte Pinakothek de Munich, en Allemagne.

## Description
Il montre Charles V, assis sur une chaise face au spectateur, sa robe noire contrastant avec le tapis rouge et l'or de la tapisserie derrière lui. Sur la moitié droite de la peinture, s'ouvre un paysage, à peine esquissé, aux couleurs claires. Celui-ci pourrait avoir été peint par Lambert Sustris.
Dans son livre paru en 2014 l'Ordre du Monde, Henry Kissinger écrit sur la peinture « Les efforts déployés pour combler ses aspirations étaient au-delà des capacités d'une seule personne. »